# Državnozborske volitve v Sloveniji 2000
Državnozborske volitve v Sloveniji 2000 so bile 3. volitve v državni zbor v samostojni Sloveniji in 4. demokratične volitve v Sloveniji. Potekale so 15. oktobra 2000.
Na volitvah poslancev v Državni zbor je imelo pravico glasovati skupaj 1.588.528 volivcev. Do 19:00 na dan volitev je glasovalo skupaj 1.114.170 volivcev, kar je 70,14 %.
Liste kandidatov so dobile naslednje število glasov:
| Ime liste                                  | % glasov | Št. mandatov |
| ------------------------------------------ | -------- | ------------ |
| Liberalna demokracija Slovenije            | 36,26    | 34           |
| Socialdemokratska stranka Slovenije        | 15,81    | 14           |
| Združena lista socialnih demokratov        | 12,08    | 11           |
| SLS+SKD Slovenska ljudska stranka          | 9,54     | 9            |
| Nova Slovenija - krščanska ljudska stranka | 8,66     | 8            |
| Demokratična stranka upokojencev Slovenije | 5,17     | 4            |
| Slovenska nacionalna stranka               | 4,39     | 4            |
| Stranka mladih Slovenije                   | 4,34     | 4            |

Ostale liste so dobile manj kot 4 % glasov in se tako niso uvrstile v parlament. V parlament za obdobje 2000-2004 sta se prvič uvrstili stranki Nova Slovenija in Stranka mladih Slovenije.

## Seznam poslancev
3. državni zbor Republike Slovenije

## Zunanji viri
- Volitve v Državni zbor 2000, državna volilna komisija. Pridobljeno 18.3.2008.